# Nationalité suédoise
 (juin 2019).

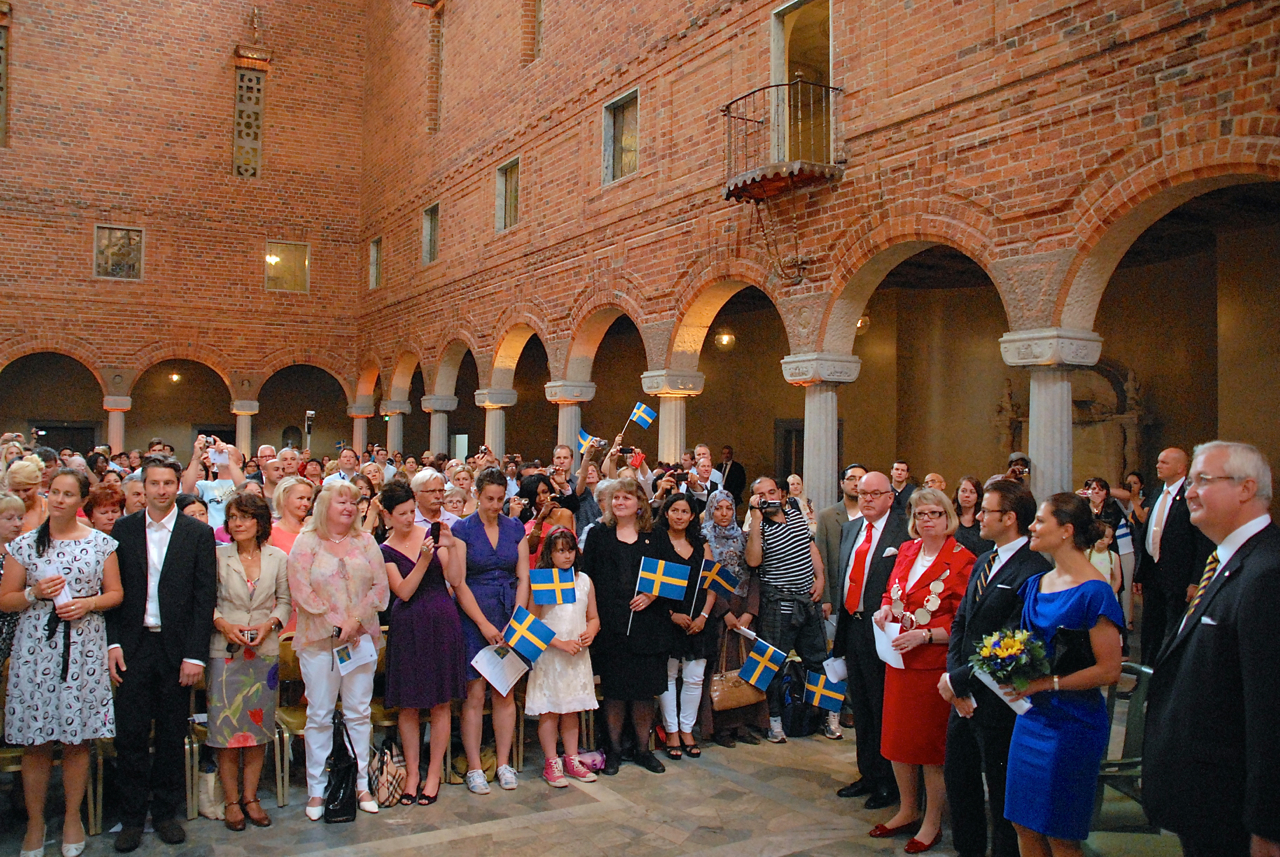
Cérémonie de naturalisation suédoise en 2011.

La nationalité suédoise repose principalement sur le principe du jus sanguinis. C'est-à-dire que la nationalité est conférée principalement par la naissance d'un parent suédois, quel que soit son lieu de naissance. C'est ici l'application du droit du sang.
En règle générale, les enfants nés en Suède de parents étrangers n'acquièrent pas la nationalité suédoise à la naissance. Toutefois, s'ils restent en Suède, ils peuvent devenir suédois ultérieurement. Le droit du sol n'est pas reconnu en Suède.
La loi suédoise a été modifiée depuis le 1er juillet 2001. À partir de cette date, la double citoyenneté est autorisée sans aucune restriction.

## Nationalité suédoise par la naissance
Un enfant né après le 1er avril 2015 acquiert automatiquement la nationalité suédoise si :
- l'un des parents est citoyen suédois au moment de sa naissance ;
- l'un de ses parents, décédé, était citoyen suédois.

Un enfant né avant le 1er avril 2015 pouvait avoir la nationalité suédoise si :
- le père de l'enfant était un citoyen suédois et était marié à la mère de l'enfant ; ou,
- le père de l'enfant était un citoyen suédois, l'enfant était né hors mariage et l'enfant était né en Suède ; ou,
- la mère de l'enfant était une ressortissante suédoise et est née le ou après le 1er juillet 1979.

Par exemple, un enfant né d'un père suédois et d'une mère étrangère ne sera pas suédois si ses parents ne sont pas mariés ou s'ils n'étaient pas mariés au moment de sa conception et qu'il est né en dehors de la Suède, sauf si le père envoie une notification à une ambassade ou à un consulat avec le passeport de l'enfant, son acte de naissance, une preuve de sa propre citoyenneté au moment de la naissance et un certificat de paternité.Un enfant né à l'étranger et dont le père est un citoyen suédois (non marié à sa mère, et si sa mère n'est pas suédoise) acquiert la nationalité suédoise lorsque les parents se marient, à condition que l'enfant ait moins de 18 ans.

### Ancienne législation
Un enfant âgé de moins de 12 ans qui a été adopté par un citoyen suédois reçoit automatiquement la nationalité suédoise lors de son adoption s'il respecte les conditions suivantes :
- l'enfant a été adopté à la suite d'une décision prise en Suède ou dans un autre pays du Conseil nordique ;
- l'enfant a été adopté à la suite d'une décision prise à l'étranger et approuvée en Suède par l'Autorité suédoise d'adoption internationale ;
- l'adoption est valable au regard de la loi suédoise.

L'adoption doit avoir été officiellement autorisée après le 30 juin 1992. L'enfant âgé de 12 ans ou plus au moment de l'adoption peut acquérir la nationalité suédoise par notification.

## Naturalisation suédoise
La nationalité suédoise peut être acquise par naturalisation, également appelée citoyenneté par notification. La nationalité suédoise peut être accordée à un étranger qui remplit les conditions suivantes : titulaire d'un permis de séjour permanent, à moins d'être citoyen d'un pays du Conseil nordique. Pour les citoyens des pays de l'Espace économique européen, ils doivent être en possession d'un droit de résidence permanent en Suède. Ce droit s'acquière automatiquement après 5 années de résidence dans le pays en tant que citoyen d'un état membre de l'espace économique européen. Les citoyens suisses dépendent d'une autre procédure de naturalisation, plus complexe.
Un certain nombre d'exemptions s'appliquent sur la période de résidence :
- la durée de résidence est réduite à 4 ans pour les personnes reconnus comme réfugiés en Suède et les apatrides.
- la durée de résidence des citoyens des autres pays membres du Conseil nordique est réduite à 2 ans.
- pour les anciens citoyens suédois, ayant perdu leur nationalité, il n'y a pas durée de résidence minimale

Les personnes mariées, les partenaires liés par un pacs ou vivant avec un citoyen suédois peuvent demander la nationalité suédoise si :
- Elles vivent en Suède depuis au moins 3 ans.
- Elles vivent avec une personne de nationalité suédoise depuis au moins 2 ans[2].
- S'être adapté à la société suédoise (capacité à parler suédois et capacité à subvenir à ses besoins), cependant aucun test n'est réalisé.

Les périodes de résidence hors de Suède doivent être inférieures à 6 semaines par an. La loi prévoit quelques exceptions : 
- Si l'étranger travaille sur un navire immatriculé en Suède,
- Si l'étranger a déjà vécu en Suède et qu'il travaille pour une entreprise suédoise établie à l'étranger (exemple : Volvo)

Dans le cas où le couple ne réside pas en Suède, il est possible pour le conjoint étranger d'acquérir cette nationalité dans le cas où il respecte les conditions suivantes :
- Les partenaires doivent vivre ensemble depuis au moins 10 ans ;
- Le conjoint étranger ne réside pas dans son pays d'origine ;
- Le conjoint étranger doit démontrer des liens étroits avec la Suède par exemple par des visites fréquentes dans le pays[3].

## Acquisition de la nationalité par naturalisation simplifiée
La notification est un processus de naturalisation simplifiée. Ceux qui ne sont pas éligibles à la notification peuvent néanmoins être éligibles à la naturalisation par application.
Les catégories de personnes éligibles à la citoyenneté par notification comprennent :

### Personnes apatrides
Une personne apatride peut acquérir la nationalité suédoise par notification si cette personne est titulaire d'un permis de séjour permanent et appartient à l'une des catégories suivantes :
- née en Suède et âgé de moins de cinq ans ;
- âgée de moins de 18 ans et sous la garde d'un citoyen suédois ;
- âgée de 18 à 19 ans et résidant en Suède depuis l'âge de 15 ans.

### Jeunes résidents en Suède
La nationalité suédoise peut être acquise par notification aux adolescents titulaires d'un permis de séjour permanent et qui respectent les conditions suivantes :
- âgé de moins de 18 ans et résidant en Suède depuis au moins trois ans ;
- âgé de 18 à 19 ans, quand la personne réside en Suède depuis l'âge de 15 ans.

### Anciens citoyens suédois
Les anciens citoyens suédois titulaires d'un permis de séjour permanent peuvent acquérir la citoyenneté suédoise par notification dans les conditions suivantes :
- âgés de 18 ans et plus
- résidant en Suède depuis ses 10 ans et avant l'âge de 18 ans ;
- ayant résidé en Suède pendant les 2 années précédant la demande.

Les anciens citoyens suédois ressortissants d'autres pays nordiques peuvent acquérir la nationalité suédoise par notification immédiatement après leur retour en Suède. C'est le cas si le ressortissant suédois a acquis la nationalité norvégien car la Norvège interdit la double nationalité.

### Citoyens des autres pays du conseil nordique
Les citoyens d'autres pays du Conseil nordique (Danemark, Norvège, Islande et Finlande) peuvent être éligibles à la nationalité suédoise par notification dans les cas suivants :
- âgés de 18 ans et plus ;
- Ne pas avoir acquis l'autre nationalité du conseil nordique par naturalisation ;
- 2 ans de résidence en Suède ;
- Et une personne qui vit en Suède depuis 5 ans et qui parle et écrit le suédois peut être qualifiée pour obtenir la citoyenneté à condition de ne pas avoir d'antécédents criminels.

## Cas de perte de la nationalité suédoise
Bien que la double nationalité soit autorisée, un citoyen suédois né hors de Suède et possédant une autre nationalité (afin qu'il ne devienne pas apatride) perdra sa nationalité suédoise à 22 ans à moins d'obtenir l'autorisation de la conserver entre 18 et 21 ans.Toutefois, l'approbation n'est pas requise si :
- la personne a été domicilié en Suède pendant au moins 2 ans ; ou
- la personne a vécu pendant au moins 7 ans dans pays membre du conseil nordique
- la personne a déjà séjourné en Suède dans des circonstances indiquant un lien avec la Suède[4].

Dans ce cas, la nationalité suédoise est conservée.

## Double nationalité
Depuis le 1er juillet 2001, un citoyen suédois qui acquiert une nationalité étrangère ne perd plus sa nationalité suédoise.
Les anciens citoyens suédois ayant perdu la nationalité suédoise avant cette date (après naturalisation dans un autre pays) se sont vu accorder un délai de deux ans pour manifester leur volonté de retrouver leur nationalité suédoise. Les enfants d'anciens citoyens suédois ont également pu acquérir la nationalité suédoise par déclaration.La date limite de soumission des candidatures était le 30 juin 2003.
Cela signifie également que les étrangers voulant se faire naturaliser suédois ne sont plus dans l'obligation de renoncer à leur nationalité. Ils peuvent donc conserver leur nationalité d'origine si leur pays le leur permet. Les citoyens suédois qui possèdent néanmoins la nationalité japonaise doivent normalement, conformément à la loi sur la nationalité du Japon, informer le ministère japonais de la Justice, avant d'avoir 22 ans, s'ils veulent conserver leur nationalité suédoise ou japonaise.
Avant le 1er juillet 2001, les citoyens suédois pouvaient avoir une double nationalité dans certaines circonstances. Par exemple, si l'autre nationalité était acquise automatiquement à la naissance.

## Citoyenneté de l'Union Européenne
La Suède faisant partie de l'Union européenne, les citoyens suédois sont également citoyens de l'Union européenne en vertu du droit de l'Union européenne. Ils jouissent donc du droit de libre circulation (espace Schengen) et ont le droit de voter aux élections au Parlement européen ainsi qu'aux élections municipales en application des traités européens. Lorsqu'ils se trouvent dans un pays tiers où il n'y a pas d'ambassade de Suède, les citoyens suédois ont le droit de bénéficier de la protection consulaire de l'ambassade de tout autre pays membre de l'UE présent dans ce pays,. Les citoyens suédois peuvent vivre et travailler dans n'importe quel autre pays de l'UE en vertu du droit de libre circulation et de résidence reconnu à l'article 21 du traité sur l'UE.

## Exemptions de visa pour les citoyens suédois

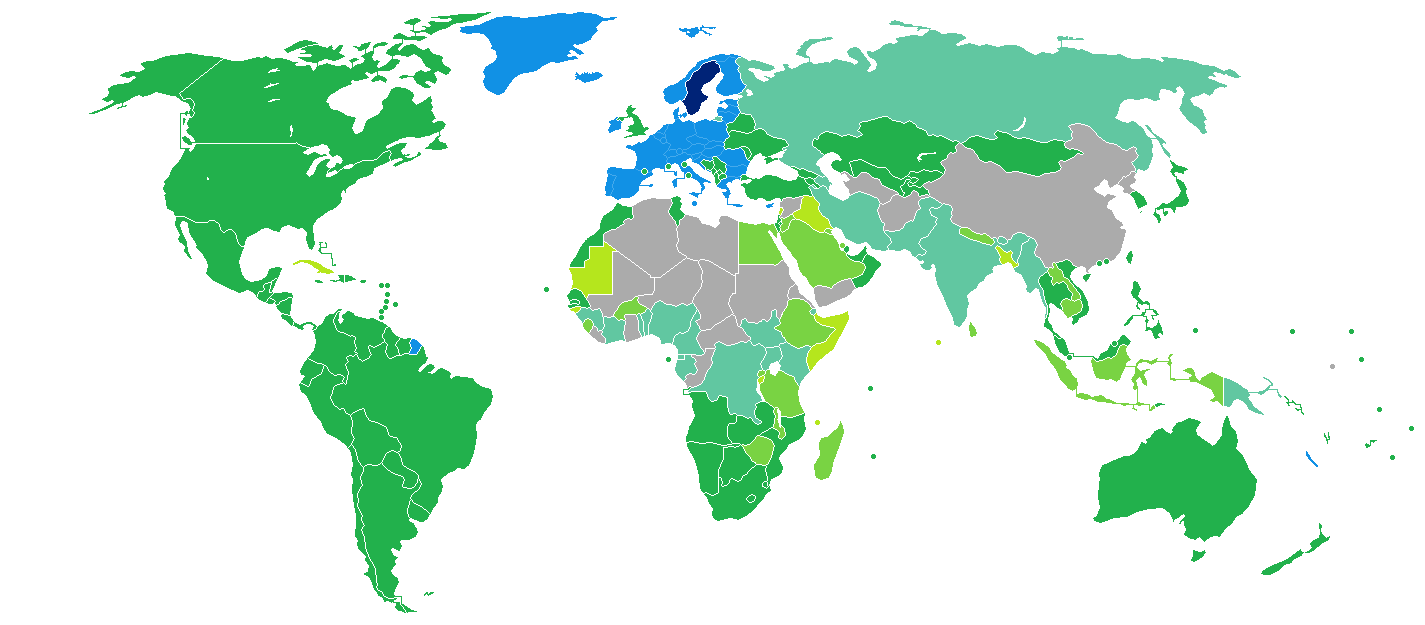
Liste des pays exemptants les suédois de visa

Les visas sont des restrictions administratives à l'entrée imposées par les autorités d'autres États aux citoyens suédois. En mars 2021, les citoyens suédois disposaient d'un accès sans visa ou d'un visa établi à l'arrivée dans 186 pays et territoires, ce qui classait le passeport suédois au sixième rang mondial selon l'indice Henley Passport Index.